# Ахмедсафин, Уфа Мендыбаевич
Уфа Мендыбаевич Ахмедсафин (Уфу Мендыбаевич Ахмедсафин; 15 июля 1912, аул № 2, Петропавловский уезд, Акмолинская область,Российская империя — 21 октября 1984, Алма-Ата, Казахская ССР, СССР) — гидрогеолог и географ, доктор геолого-минералогических наук (1947), профессор (1949), академик АН Казахской ССР (1954), заслуженный деятель науки КазССР (1961), Герой Социалистического Труда (1969), лауреат Государственной премии КазССР (1980).
Основатель казахстанской научной школы аридной гидрогеологии, впервые установил региональные закономерности формирования, размещения, подземных вод.

## Биография
Родился 15 июля 1912 года в аул № 2, Петропавловский уезд, Акмолинская область Российской империи (ныне — Аккайынский район, Северо-Казахстанская область, Казахстан) в крестьянской семье.
Вырос в приюте для детей-сирот, учился в детском доме и в школе-интернате в Оренбурге. Увлекался рисованием, хотел стать художником.
В 1935 году окончил Среднеазиатский индустриальный институт.
В 1940 году аспирантуру Московского геологоразведочного института (МГРИ), кандидатская диссертация была по изучению подземных вод Чирчик-Ангренской области Узбекской ССР.
В 1935—1936 годах работал в Узбекском геологоуправлении.
Старший научный сотрудник, заведующий сектором гидрологии КазФАН СССР.
С 1945 года — заведующий отделом Института геологических наук АН КазССР и директор Института геологических наук АН КазССР.
В 1965—1984 годах — директор Института гидрогеологии и гидрофизики АН КазССР.

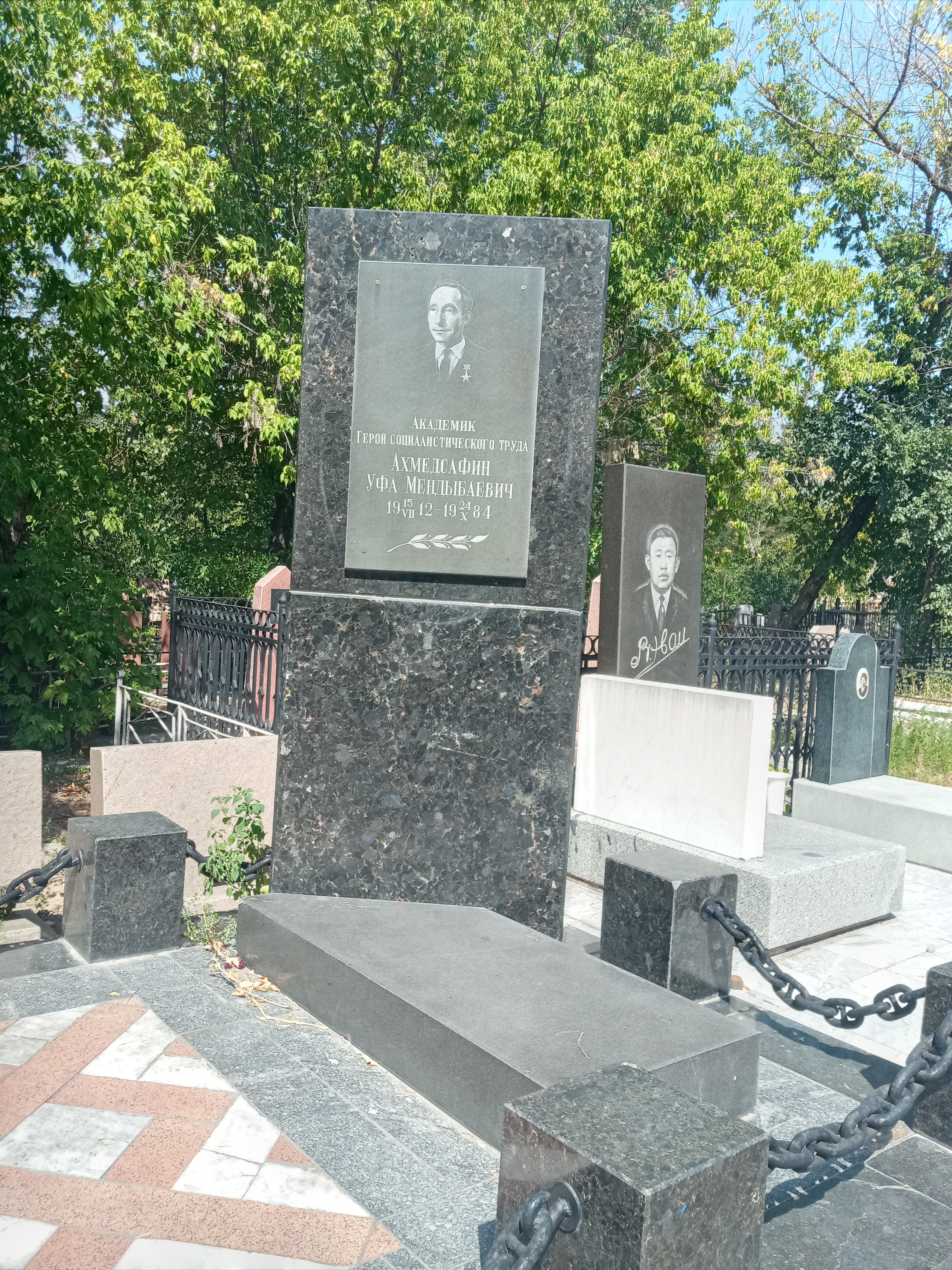
Надгробный памятник над могилой Уфы Ахметсафы в Центральном кладбище Алматы

Скончался 21 октября 1984 года, похоронен на Центральном кладбище Алматы.

## Награды и премии
- 1969 — Герой социалистического труда и орден Ленина.
- 19?? — орден Дружбы народов.
- 19?? — орден «Знак Почёта»[4].
- 1980 — Государственная премия Казахской ССР.

## Членство в организациях
- КПСС.

## Основные научные работы
- Методика составления карт прогнозов и обзор артезианских бассейнов Казахстана. — Алма-Ата, 1961.
- Формирование и гидродинамика артезианских вод Южного Казахстана. — Алма-Ата, 1973.
- Прогнозная карта региональной водообеспеченности Казахстана ресурсами подземных вод масштаба 1: 2 500 000. — Алма-Ата, 1983.
- Ресурсы подземных вод и гидрогеологические прогнозы в зоне переброски части стока сибирских рек в Казахстане. — Алма-Ата, 1981 (соавтор).
- Региональные ресурсы подземных вод Казахстана. — Алма-Ата, 1983.

## Память
Его именем названы:
- Институт гидрогеологии и геоэкологии имени У. М. Ахмедсафина Академии наук Казахской ССР.
- Улица в городе Алма-Ата, в районе Восточной объездной дороги, севернее развилки.
- Средняя школа в селе Трудовом Советского района Северо-Казахстанской области[5].
- 100-летие академика У. М. Ахмедсафина отмечалось в 2012 году, в Алма-Ате прошла международная научно-теоретическая конференция «100 лет со дня рождения выдающегося ученого-гидрогеолога Казахстана, академика Академии наук Казахской ССР, Героя Социалистического Труда У. М. Ахмедсафина».